# محافظة شطوبر
محافظة شطوبر أو سِتُبال أو (نقحرة: سيتوبال) هي إحدى محافظات البرتغال. يبلغ عدد سكانها ، 788,459 نسمة.